# Angela van Bengalen
Angela van Bengalen, död cirka 1720, var en slav från Sydostasien, som togs till Kapstaden 1657 och köptes av kolonins grundare Jan van Riebeeck. Hon friköptes senare, och blev därigenom en av de första kvinnliga slavarna som åter blev fria.
Angela fick i februari 1667 en tomt i Kapstaden, där hon kunde driva en liten odling. 1668 kunde hon själv skaffa sig en slav, och samma år gifte hon sig med en Arnoldus Basson, med vilken hon fick sju barn. Hon hade sedan sin tid som slav tre ytterligare barn, bland annat dottern Anna, som kom att gifta sig med en svensk, Oloff Bergh, med vilken hon hade en vingård på sluttningarna av Taffelberget.